# Nicolae Labiș
Nicolae Labiṣ (Mălini, 2 dicembre 1935 – Bucarest, 22 dicembre 1956) è stato un poeta rumeno, soprannominato dal critico Eugen Simion la "clava" della generazione degli anni Sessanta.

## Biografia

### La giovinezza e gli studi
Figlio degli insegnanti Eugen e Ana-Profira (nata Luca-Asandei), iniziò la scuola elementare nel suo villaggio natale, nella classe di sua madre. Durante la seconda guerra mondiale, il padre partì per il fronte e la famiglia si rifugiò nel comune di Mihăești, nel villaggio di Văcarea, vicino a Câmpulung-Muscel. Già all'epoca i compagni lo ricordavano come scrittore di poesie e commedie, amando apparire in pubblico come voce recitante. Nel maggio del 1945 la famiglia tornò in Moldavia e si stabilì a Mălini.
Dal 1947 al 1951 frequentò il liceo "Nicu Gane" di Fălticeni, periodo in cui a dedicarsi a componimenti poetici. Alla fine del 1950 partecipò, a Iaşi, a un convegno di giovani scrittori moldavi in qualità di segretario del circolo letterario di Fălticeni. In quell'occasione si distinse per aver recitato la poesia Fii dârz și luptă, Nicolae! (Sii coraggioso e combatti, Nicolae!), che verrà pubblicata su "Iașul Nou" e sul quotidiano "Lupta Poporului" di Suceava.
Nel maggio 1951 si aggiudica il primo premio alle Olimpiadi nazionali di lingua rumena, che si svolgono a Bucarest e, in quell'occasione, conquista l'ammirazione dei redattori della rivista Viața Românească, che pubblicano la sua poesia Gazeta de stradă.
Nel gennaio 1952, su iniziativa di Constantin Ciopraga, Labiș fu trasferito al Liceo "Mihail Sadoveanu" di Iaşi, dove divenne il leader del circolo letterario.
Il ritratto fisico di Labiș è stato tracciato in modo suggestivo da Tudor Vianu (citato in: George Bădărău, Nicolae Labiș, Viața și opera, 2001), che ha confessato: "Mi sorprendeva il suo viso paffuto da bambino, gli occhi con ombre profonde e i baffi legati, come quelli dei barcaioli del Bistrița. C'era nel suo aspetto qualcosa di fresco e arcaico allo stesso tempo che non avevo mai visto prima sul volto di un giovane». 

### Attività letteraria
Componendo poesie e racconti fin dall'infanzia, e la prima pubblicazione non ha posto in 15 anni, il quotidiano Zori noi nel mese di novembre - Suceava (1950) e Viața Românească (1951). Ha frequentato il liceo "Nicu Gane" a Fălticeni (1947 - 1951) e ha continuato a Iaṣi.
Poi arriva la scuola di letteratura "Mihai Eminescu" di Bucarest. Dopo la laurea, divenne redattore del "Contemporaneo" e poi "Literary Gazette". Nel 1954 mentre frequentava la Facoltà di Filologia semestre a Bucarest.
Debutto editoriale porta una nuova ispirazione e di grande speranza: il (primo volume nel 1956 sembra amare prepararsi per volumi di stampa apparse inerzia Fighting postumo nel 1958.), ma muore a seguito di un incidente tram, in circostanze non ancora completamente chiarite.
Visita la "Capsa" per una degustazione, che voleva prendere il tram per incontrare Maria Polevoi la sua ragazza. Labis era sbilanciato, è stato catturato dalla griglia di auto, cadde con la testa sul marciapiede. Il midollo spinale è stato loro sezionato (in pratica, è stato decapitato e il suo corpo paralizzato). In ospedale era cosciente, ma i chirurghi non poteva salvarlo. Alcuni contemporanei e testimoni oculari affermano che potrebbe trattarsi di un assassinio politico perché a quel tempo non era rapporti cordiali con la "Sicurezza". Poesia cervo Death ispirato da un evento reale, è diventato famoso tra diverse generazioni di adolescenti. Eugen Simion noto critico di utilizzare una metafora delle fiabe, "la mazza di una generazione", come il suo debutto è stato quello di annunciare la sua generazione Nichita Stanescu, conosciuta come la "Generazione anni Sessanta".